# Sweet Child o' Mine
"Sweet Child o' Mine" is een nummer van de Amerikaanse hardrock band Guns N' Roses en afkomstig van het debuut studioalbum Appetite for Destruction uit 1987. Het is de derde single van de band. In augustus 1988 werd het nummer oorspronkelijk op single uitgebracht. In september 1989 werd het nummer heruitgebracht op single.

## Achtergrond
Het in 1988 uitgebrachte nummer komt van het album Appetite for Destruction. "Sweet Child O' Mine" werd een wereldwijde hit en behaalde in thuisland de Verenigde Staten de nummer 1-positie in de Billboard Hot 100. In Canada werd de 7e positie bereikt, in Australië de 11e, Nieuw-Zeeland de 5e, Finland en de Eurochart Hot 100 de 23e, Ierland de 4e en in het Verenigd Koninkrijk werd de 6e positie bereikt in de UK Singles Chart.
In Nederland werd de plaat veel gedraaid op Radio 3 en werd een radiohit in de destijds twee landelijke hitlijsten op de nationale publieke popzender. De plaat bereikte de 20e positie in de Nationale Hitparade Top 100 en de 24e positie in de Nederlandse Top 40.
In België bereikte de plaat de 36e positie in de voorloper van de Vlaamse Ultratop 50. De Vlaamse Radio 2 Top 30 en de Waalse hitlijst werd in 1988 niet bereikt. In september 1989 werd de plaat opnieuw uitgebracht en werd wederom een hit in de Verenigde Staten, Canada en Europa. De plaat bereikte op 21 oktober 1989 wél de Vlaamse Radio 2 Top 30 met een 29e positie. In de Waalse hitlijst werd wederom géén notering behaald.
Sinds de editie van december 2007 staat de plaat genoteerd in de jaarlijkse NPO Radio 2 Top 2000 van de Nederlandse publieke radiozender NPO Radio 2, met als hoogste notering een 32e positie in 2019.

## Ontstaan compositie
Het nummer Sweet Child O' Mine werd geschreven door leadzanger Axl Rose, in samenwerking met gitarist Slash en Izzy Stradlin. Dit gebeurde tijdens een zes uur durende brainstormsessie, vlak na nieuwjaar. Duff McKagan (basgitaar) en Steven Adler (drums) spelen ook in dit lied. Na een lange tijd waren de bandleden het oneens over wat er aan het einde moest worden toegevoegd om het nummer af te sluiten. De vraag die toen werd gesteld, 'Where do we go now?', werd uiteindelijk de afsluiting van het nummer.
Het intro is een riffje dat Slash gebruikte als vingeroefening om op te warmen voor een optreden. Izzy merkte het op en wilde het graag gebruiken als intro, en na enig aandringen van Axl en de producer ging Slash akkoord.
Sweet Child O' Mine gaat over Roses toenmalige vriendin en uiteindelijk vrouw, Erin Everly (dochter van Don Everly) en is geïnspireerd door het nummer Sail Away Sweet Sister van Queen. Tijdens concerten zong Axl Rose weleens in a capella het refrein van dat nummer: Sail away sweet sister, sail across the sea, maybe you find somebody, that will love you half as much as me. My heart is always with you, no matter what you do. Sail away sweet sister, I will always be in love with you.

## NPO Radio 2 Top 2000
| Nummer met noteringen in de NPO Radio 2 Top 2000 | '07 | '08 | '09 | '10 | '11 | '12 | '13 | '14 | '15 | '16 | '17 | '18 | '19 | '20 | '21 | '22 | '23 | '24 |
| ------------------------------------------------ | --- | --- | --- | --- | --- | --- | --- | --- | --- | --- | --- | --- | --- | --- | --- | --- | --- | --- |
| Sweet Child o' Mine                              | 144 | 890 | 89  | 103 | 67  | 57  | 58  | 65  | 55  | 51  | 36  | 34  | 32  | 35  | 33  | 35  | 40  | 62  |

1. ↑  Een vetgedrukt getal geeft de hoogste notering aan.
2. ↑  2007 was het eerste jaar met een notering voor dit nummer.